# Алгинская городская администрация
Алгинская городская администрация — административно-территориальное образование в Алгинском районе Актюбинской области Республики Казахстан.

## Населённые пункты
В состав Алгинской городской администраций входят: город Алга (19 705 жителей).

## Численность населения
| Численность населения | Численность населения |
| 1999                  | 2009                  |
| --------------------- | --------------------- |
| 15 372                | ↗19 705               |

### Перепись населения 1999
| № | Населённый пункт | Население |
| - | ---------------- | --------- |
| 1 | г. Алга          | 15372     |
|   | Всего            | 15372     |

### Перепись населения 2009
| № | Населённый пункт | Население |
| - | ---------------- | --------- |
| 1 | г. Алга          | 19705     |
|   | Всего            | 19705     |